# Turbina amazonica
Turbina amazonica är en vindeväxtart som beskrevs av D.F. Austin och G.W. Staples. Turbina amazonica ingår i släktet Turbina och familjen vindeväxter. Inga underarter finns listade i Catalogue of Life.